# Rubus micans
Rubus micans är en rosväxtart som beskrevs av Jean Charles Marie Grenier och Dominique Alexandre Godron.
Rubus micans ingår i släktet rubusar och familjen rosväxter. Inga underarter finns listade i Catalogue of Life.